# Acorn System 1
L'Acorn System 1, inizialmente chiamato Acorn Microcomputer è un microcomputer a 8-bit sviluppato per uso hobbistico, basato sul microprocessore MOS 6502 e prodotto dalla azienda di computer britannica Acorn Computers nel 1979.
Il sistema fu progettato dall'allora studente della Università di Cambridge, Sophie Wilson.  l'Acorn System 1 era una piccola macchina composta da due schede elettroniche in formato Eurocard.
La prima scheda, che conteneva la parte dedicata all'input/output del computer, era dotata di un display LCD a sette segmenti, di una tastiera a 25 tasti e di una interfaccia per il registratore a cassette.
La seconda scheda includeva la CPU, la memoria RAM e ROM ed alcuni chip di supporto.